# Caronte atravessando o Estige (Patinir)
Caronte atravessando o Estige, Travessia do mundo subterrâneo, Paisagem com a barca de Caronte, Passagem do Estige, ou Travessia do Estige é uma pintura a óleo sobre tela de cerca de c. 1515-1524 do mestre flamengo do renascimento Joachim Patinir que se encontra actualmente no Museu do Prado em Madrid.

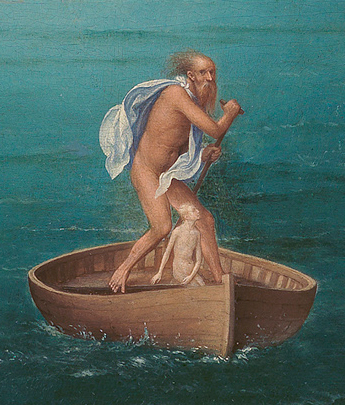
Detalhe: Caronte dirigindo a sua barca

Facto sem dúvida sem precedentes na história da pintura ocidental, Caronte, o barqueiro das almas da mitologia, é o tema principal desta pintura. Cobrando uma portagem, a missão de Caronte é levar os mortos no seu barco ao Hades atravessando o Estige.
Virgílio descreve-o assim na Eneida:
«O terrível e horrendo Caronte guarda as suas águas e as suas correntes. Do seu queixo cai uma barba espessa, despenteada e branqueada pela idade. Os seus olhos brilham. Um nó mantém o seu manto sujo sobre os seus ombros. Ele próprio conduz com o remo e com uma vela o barco fúnebre com que transporta os mortos. Ele é velho, mas a sua velhice, fresca e vigorosa, é a de um deus.»
Caronte atravessando o Estige integra-se nas tendências do Renascimento Nórdico e do início do Maneirismo na pintura. No século XVI, deu-se início a uma nova era na pintura na Alemanha e nos Países Baixos que combinou as tradições locais com influências estrangeiras. Muitos artistas, incluindo Patinir, viajaram a Itália para estudar e essas viagens ao sul proporcionaram novas ideias, particularmente sobre as representações do mundo natural. Os assuntos religiosos de Patinir, portanto, incorporam a observação precisa e o naturalismo com paisagens fantásticas inspiradas nas tradições nórdicas de Hieronymus Bosch.

## Descriçao
A pintura representa o tema mitológico clássico relatado por Virgílio na Eneida (livro 6, linha 369) e por Dante no Inferno (livro 3, linha 78), enquadrando-o nas tradições Cristãs do Juízo Final e do Ars Moriendi.
A figura maior no barco é Caronte que transporta as almas dos mortos às portas do Hades. O passageiro no barco, demasiado minúsculo para se distinguir a sua expressão, é uma alma humana que está a decidir entre o Céu, à sua direita (a esquerda do espectador), ou o Inferno, à sua esquerda. O rio Estinge divide a pintura pelo centro. É um dos quatro rios do submundo que passa pela parte mais profunda do inferno. No lado esquerdo da pintura está a fonte do Paraíso, a fonte de onde o rio Lethe brota para fluir pelo Céu.

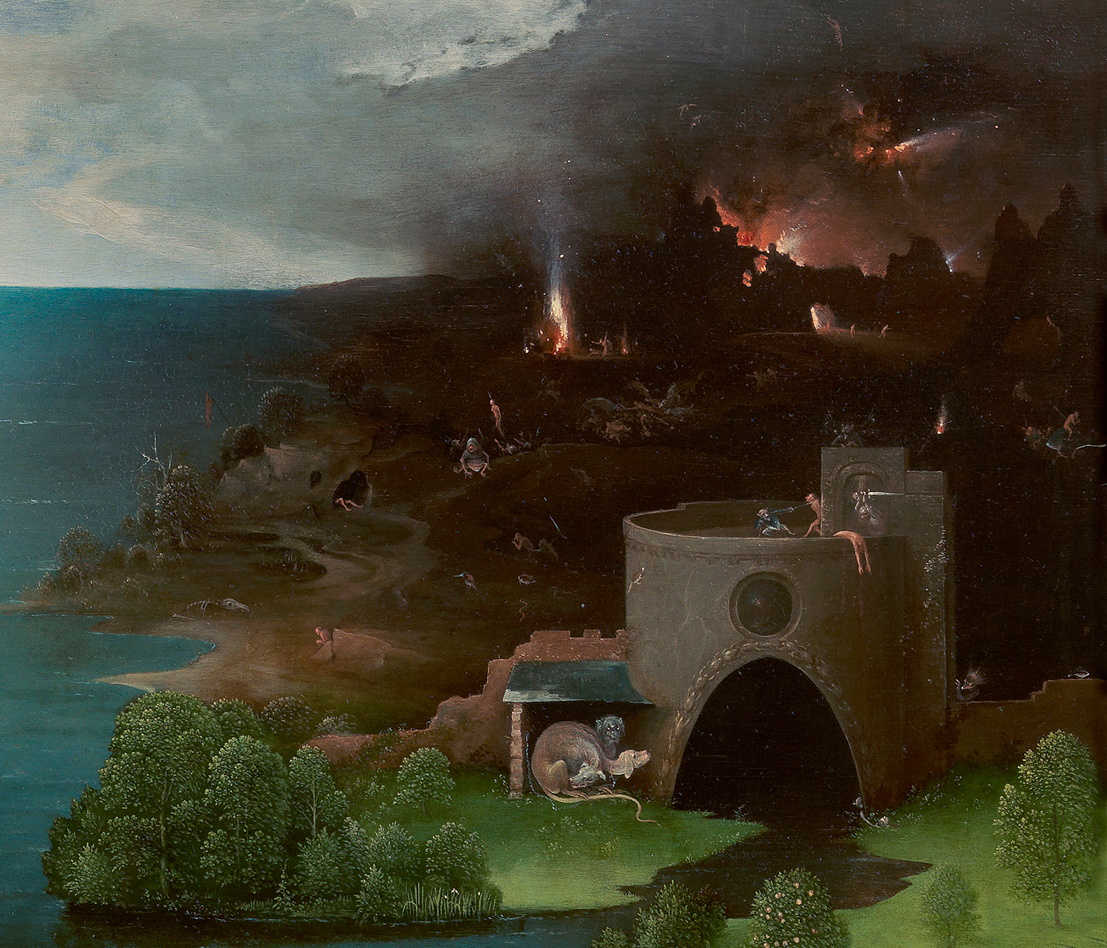
Detalhe: O inferno

No lado direito está a visão do Inferno, resultante em grande parte da influência de Hieronymus Bosch. Patinir adapta uma descrição do Hades, na qual, de acordo com o escritor grego Pausânias, uma das portas estava localizada na extremidade sul do Peloponeso, numa reentrância ainda visível do Cabo Matapan. Em frente dos portões está Cerberus, um cão de três cabeças, que guarda a entrada do portão e assusta todas as almas potenciais que entram no Hades. A alma no barco, em última análise, escolhe o seu destino, ao olhar para o Inferno e ignorando o anjo que na margem do lado do Paraíso o chama para seguir por um trajecto que comparativamente se apresenta mais dificultoso do que o que leva ao Inferno.

## Apreciação

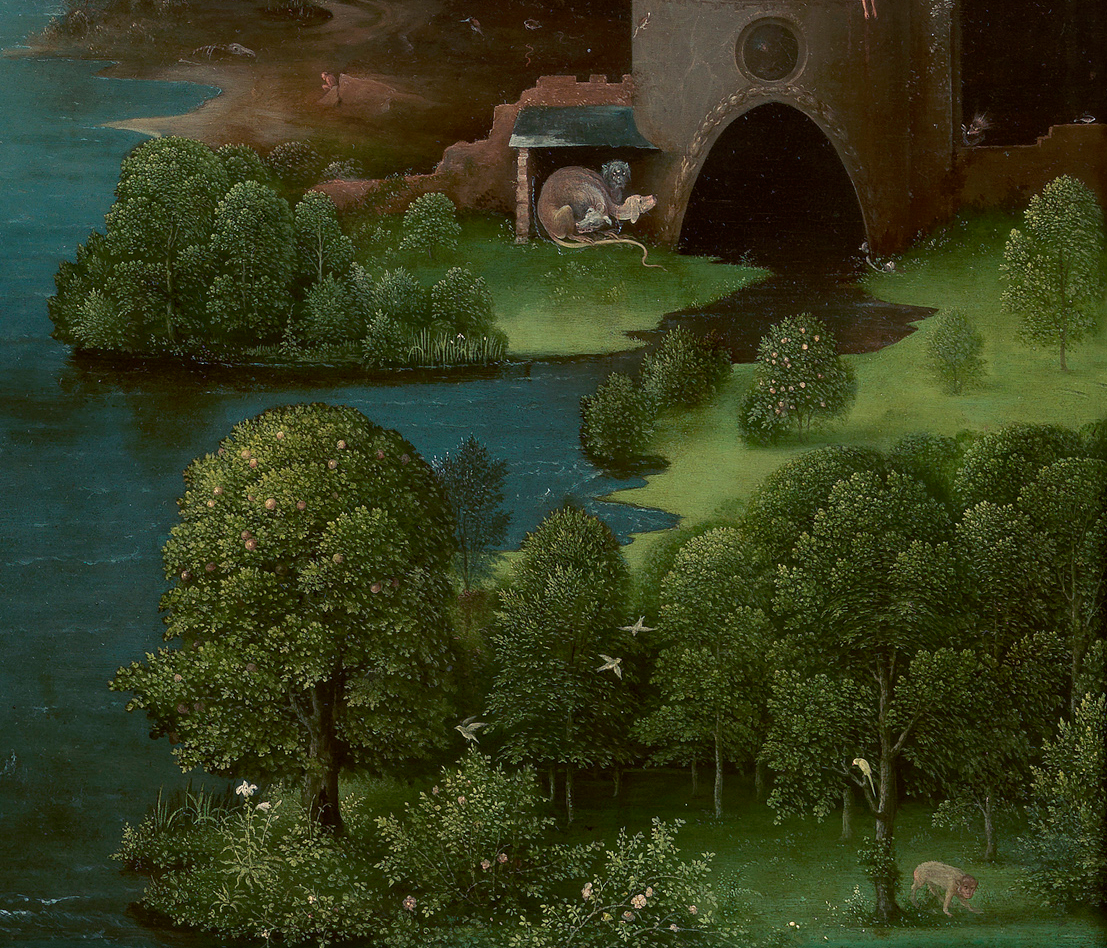
Detalhe: O limbo

Patinir utilizou uma composição de Weltlandschaft ("paisagem do mundo") com um esquema de três cores típico da sua obra, passando do castanho em primeiro plano, para o verde-azulado no plano intermédio, e para o azul pálido no fundo. Este formato, de que Patinir foi tão elogiado quanto seguido, proporciona uma visão de pássaro sobre uma paisagem que se desdobra sucessivamente. Além disso, a pintura usa a cor para destrinçar visivelmente o céu e o inferno, o bem e o mal.
Na extrema direita da pintura está um céu escuro que envolve o Inferno com figuras penduradas nos seus torreões de entrada e incêndios deflagrados nas suas montanhas. Para a esquerda do espectador está um lugar celestial com céus azuis brilhantes, rios de azul cristalino com uma fonte luminosa e anjos acentuando as colinas arrelvadas.
No meio está o rio e as pastagens em tons brilhantes de azul e verde. O fundo, que é cortado pela linha do horizonte do rio azul mais escuro, é um céu azul pálido destacado com nuvens brancas e cinzentas. Com esta disposição, com os lados esquerdo e direito preenchidos por colinas, a visão do espectador é conduzida para o espaço aberto no meio e reforça o foco principal da pintura que são as figuras do barco.

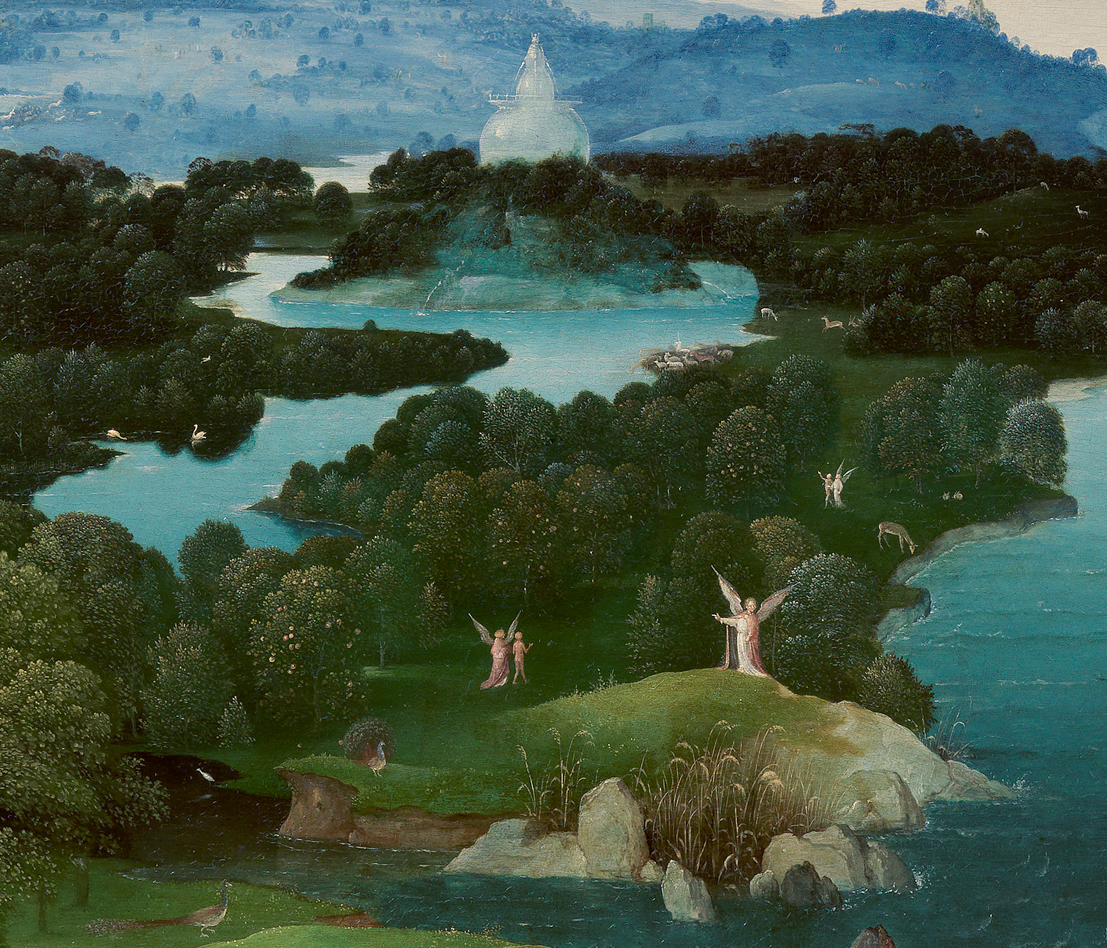
Detalhe: O paraíso